# Makokou
Makokou est une ville du Gabon, le chef-lieu de la province de l'Ogooué-Ivindo et du département d'Ivindo. Makokou a été sacré ville apprenante l'Unesco en intégrant ainsi avec Libreville, les villes valorisant l'éducation.

## Géographie
Situé à proximité du confluent des rivières Liboumba et Ivindo, Makokou fut fondé en 1912 pour servir de poste militaire à un point stratégique. La ville mesure environ 8708 hectare. Avec ses 15 000 habitants, c'est aujourd'hui une modeste capitale régionale qui pourrait connaître un développement important dans l'avenir. En effet, les environs sont riches en minerai de fer, aujourd'hui inexploité. Pour qu'il puisse l'être, il faudrait construire un tronçon du Transgabonais qui permette d'évacuer la production. Ce projet est actuellement abandonné, pour des raisons financières. Mais si le cours des matières premières devait s'envoler, il pourrait redevenir d'actualité. Le chemin de fer permettrait aussi de démarrer l'exploitation forestière à grande échelle et, peut-être aussi, d'approvisionner Libreville en cultures maraîchères.

## Religion
Makokou est le siège d'un vicariat apostolique créé le 11 juillet 2014.
La mission catholique est représentée par la cathédrale Notre-Dame-des-Victoires.

## Transports
La ville est desservie par l'aérodrome de Makokou ou par voie terrestre.

## Quartiers
Makokou compte environ 30 quartiers parmi lesquels on retrouve :
- Quartier central 1 et 2
- Mbolo 1 et 2
- Zoatab 1et 2
- Ngouabi
- Quartier Haoussa
- Loa-Loa
- Edoung avion
- Mbolo Endock
- Allarmintang
- Epansendje 1 et 2
- Ebandangoye 1 et 2
- Mbeza
- Carrefoiur Bienvenu
- Evoungha

## Personnalités liées à la ville
- Alain-Claude Bilie-By-Nze, homme politique et ancien candidat à l'élection présentielle
- La Voix de l'Orphelin, artiste et écrivain
- Emmanuel Issoze Ngondet